# Sanicula marilandica
Sanicula marilandica är en flockblommig växtart som beskrevs av Carl von Linné. Sanicula marilandica ingår i släktet sårläkor, och familjen flockblommiga växter. Inga underarter finns listade i Catalogue of Life.

## Bildgalleri

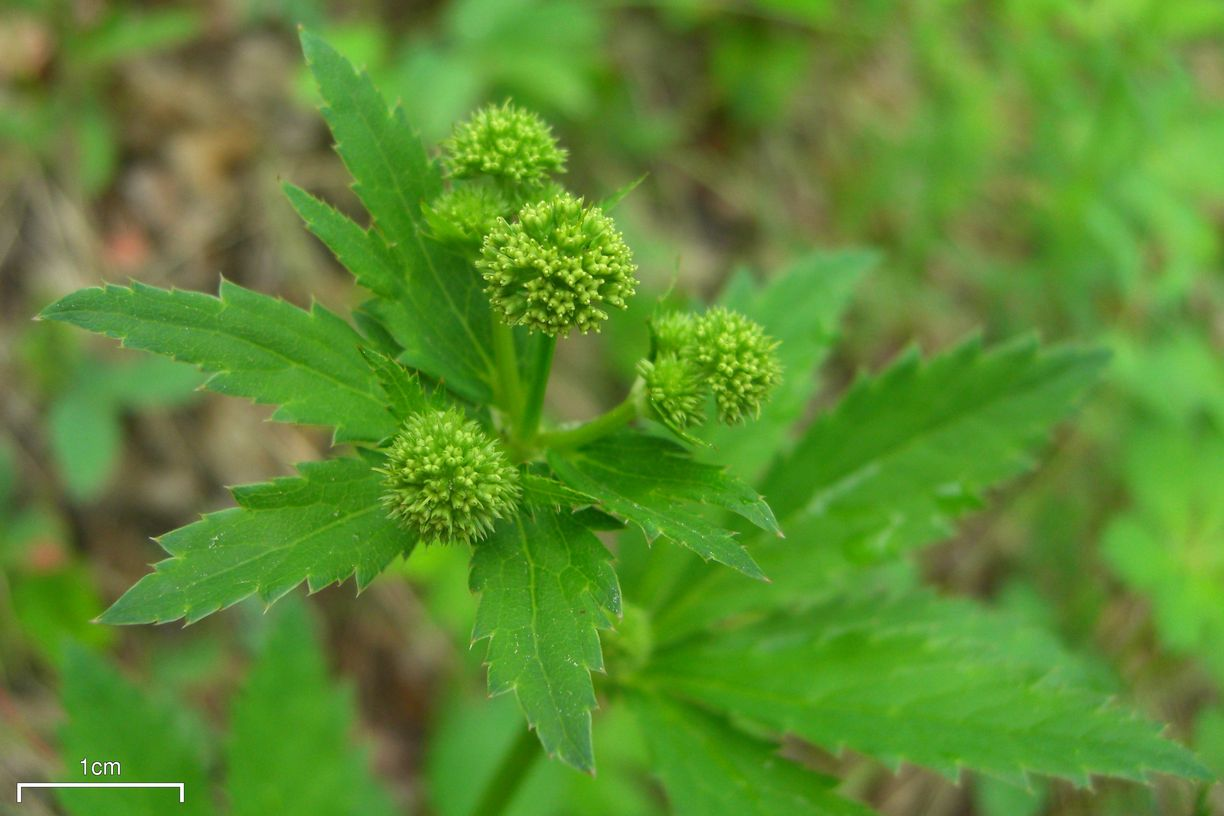
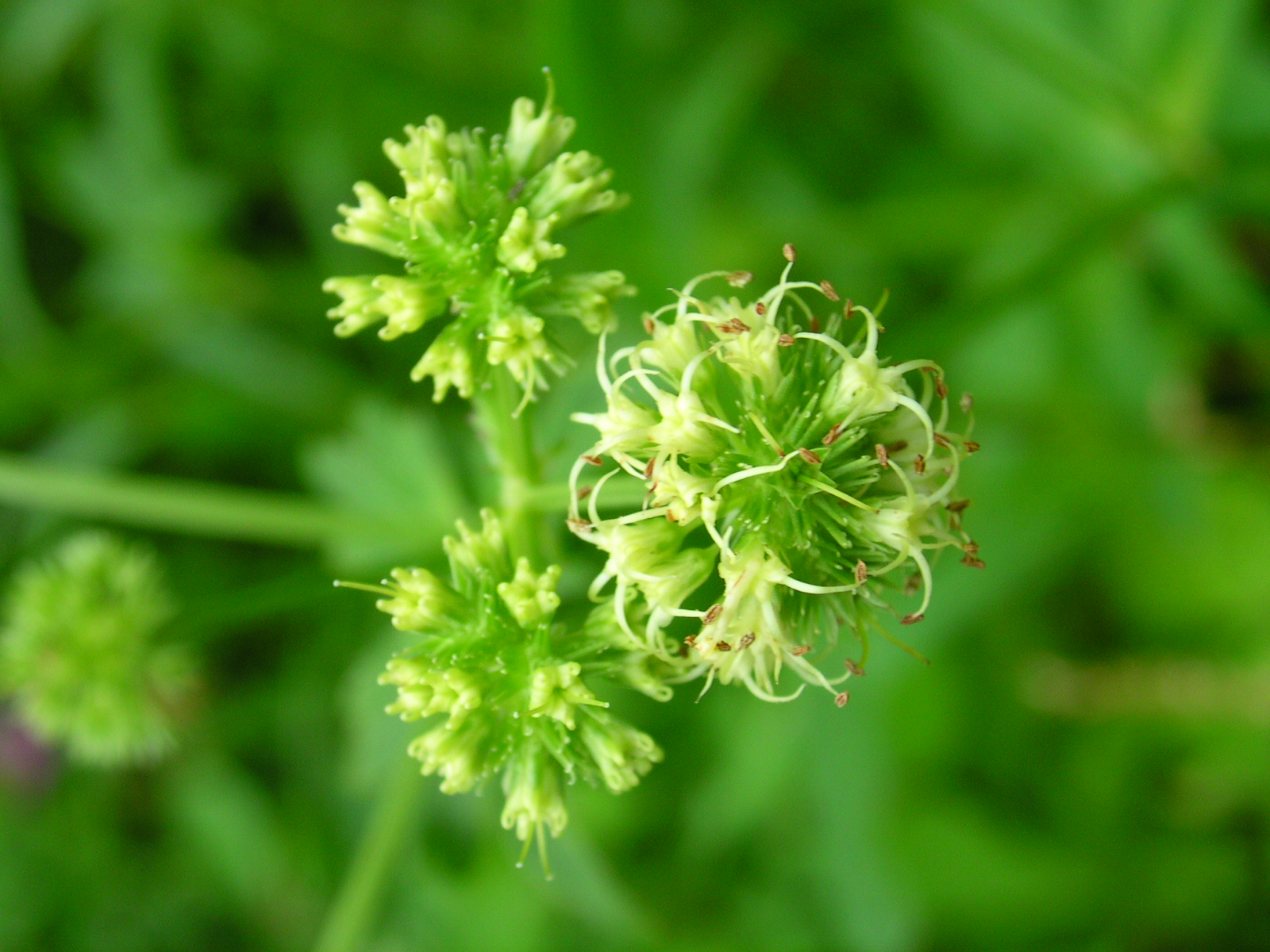
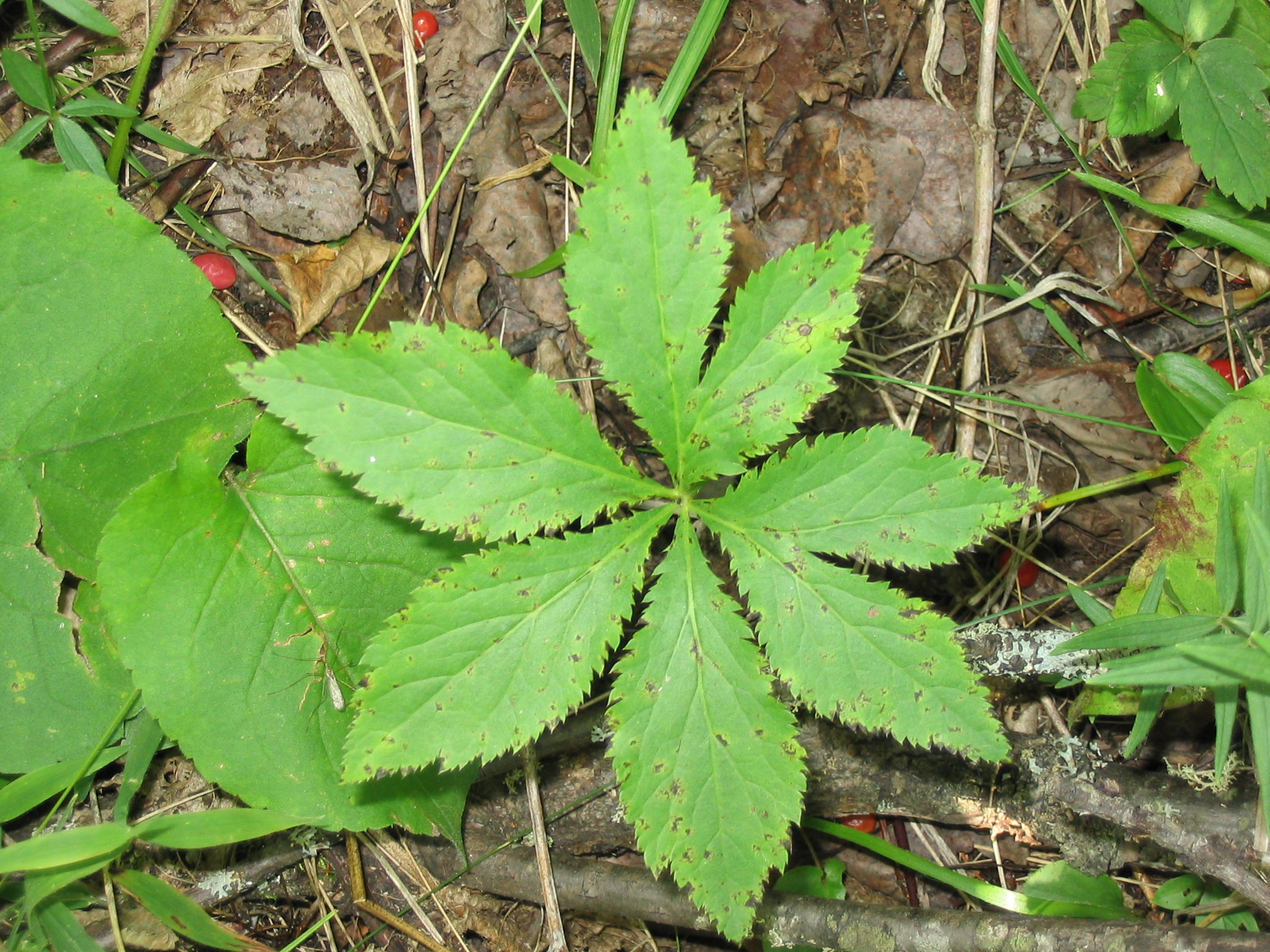